# 校友会
校友會又名聯誼會、同學會，是社會組織，成員主要是校友和舊同學，亦有同間公司、軍隊等機構在職或離職員工組成的聯誼會組織，英文稱為Alumni association，日文则称为「同窓会」（同窗会）。

## 一般形式
一般校友會在法律下登記為社團法人。一般校友會的章程，規定其內部架構有會員大會、理事、監事等職位。

## 官方組織
官方组织的校友会可以由校方資助及組織，目的是團聚歷屆的畢業生，有助學校發展，包括協助畢業生生在社會上地位的發展，最終回饋母校。大學以學校為主體成立校友總會，如美國麻省理工學院的校友會(MIT Alumni)，即為此例。

## 自發組織
社團組織，成員可能由舊同學互選及自選產生，活動的目標是為聯繫感情、會員福利及社會公益服務，如社團法人英國倫敦政經學院台灣校友會即為自發性設立組織。

## 公司或機關組織
由於某些職業的專業性質，導致員工之間有較強的認同感，如軍隊或大型會計師事務所等，因此該組織成員也會成立類似於校友會的組織，以維繫人際網路。通常這類組織也分為官方贊助或自發成立。例如Deloitte (德勤)會計師事務所成立之聯誼會即有官方贊助之聯誼會組織。